# Boksweide
Boksweide, ook wel Boxweide of in Sranan Bokkoe is een voormalige plantage aan de Tapoeripakreek  in Suriname. 
Op Boksweide werd achtereenvolgens katoen (1819); koffie (1829) en suikerriet (1830) verbouwd. 
In 1796 behoorde enige grond van plantage 'Zorg en Hoop' tot Boxweide.
Het oppervlak bedroeg aanvankelijk 450 akkers (193 hectaren). 
Achtereenvolgende eigenaren zijn geweest: 
- 1819: G. van der Meulen en J.G. van der Meulen
- 1824: M. la Martius en Leach
- 1827: C. la Martinie
- 1830: A.J.H. Berthoud

Rond 1834 verdubbelde Berthoud zijn plantage-oppervlak door Boxweide samen te voegen met 'Kleinslust'. Hij noemde de uitgebreide suikerplantage vanaf dan 'Boksweide en Berthoudslust' (903 akkers).
Bij de Emancipatie in 1863 was de plantage niet meer in gebruik.